# Māris Eltermanis
Māris Eltermanis (Riga, 16 ottobre 1981) è un calciatore lettone, portiere dell'Alta.

## Carriera

### Club
Eltermanis ha cominciato la carriera con la maglia del Rīga, per poi passare all'Auda Riga. Sono seguite delle esperienze con le maglie di Dinaburg e Ventspils (entrambe in due periodi distinti).
Dopo aver militato nelle file del Daugava, è stato ingaggiato dai lituani del Kruoja, formazione per cui ha giocato per un biennio. Nel 2014, si è trasferito ai norvegesi del Medkila. Il 30 luglio 2014, è stato ingaggiato dall'Alta, a cui si è legato con un contratto valido per il successivo anno e mezzo. Il 13 agosto 2015 ha rinnovato il contratto che lo legava al club per due anni e mezzo.
Il 24 gennaio 2018 ha ulteriormente prolungato il contratto che lo legava all'Alta.

### Nazionale
Ha giocato 7 incontri per la Lettonia under 21, tra il 2002 e il 2003.

## Palmarès

### Club

#### Competizioni nazionali
- Campionato lettone: 3

Ventspils: 2006, 2007, 2008
- Coppa di Lettonia: 1

Ventspils: 2007
- Coppa della Livonia: 1

Ventspils: 2008